# John Desmond Bernal
John Desmond Bernal (Nenagh, 10 maggio 1901 – Londra, 15 settembre 1971) è stato un fisico e biologo britannico, pioniere della diffrazione dei raggi X e della biologia molecolare.

## Biografia
Nel 1948 fu invitato a tenere un ciclo di conferenze su Charles Beard al Ruskin College di Oxford; scelse come tema: La scienza nella storia della società.. L'argomento lo interessava da molti anni e non gli pareva troppo difficile per un pubblico intelligente di non specialisti. Dopo le prime conferenze, e soprattutto quando si accinse a rielaborarle in volume, si rese conto di aver intrapreso un'opera che esigeva ben altra applicazione. Tuttavia il tema era troppo allettante per essere abbandonato; decise così di perseverare. Primo risultato di quella decisione è la presente opera, un libro che sperava di stendere in tre settimane e che ha richiesto invece quasi sei anni. Solo in quei frangenti cominciò a comprendere quali siano i problemi relativi alla funzione della scienza nella storia.
Dopo la morte di Frédéric Joliot-Curie, gli è succeduto alla presidenza del Consiglio mondiale della pace (1958-1971).
Sin dagli anni 20 del secolo trascorso, soprattutto per l'affermarsi del pensiero marxista, prese piede l'idea che non solo i mezzi impiegati dai naturalisti nelle loro ricerche, ma anche le loro fondamentali idee direttrici, siano state condizionate dalle vicende e dalle pressioni della società. Queste idee furono sia violentemente avversate, sia sostenute con energia, ma nel dibattito, l'originaria opinione dell'influenza diretta della scienza sulla società fu messa in ombra. Bernal fece proposito di sottolineare maggiormente fino a quale punto il progresso delle scienze naturali fu di contributo alla determinazione della società medesima; non solo per le trasformazioni economiche conseguenti all'applicazione delle scoperte scientifiche, ma anche per il riflesso che le nuove teorie scientifiche ebbero sulla struttura generale del pensiero comune.
Pure, egli comprese ben presto che le cose implicavano ben altro che un semplice catalogo di invenzioni ed ipotesi con una semplice illustrazione del loro ripercuotersi sull'evoluzione economica e politica. Ciò era già stato ripetuto più volte. Per scrivere qualcosa di nuovo e di significativo bisognava riesaminare a fondo i reciproci rapporti fra scienza e società, sebbene sarebbe stata unilaterale tanto la valutazione dell'impatto della scienza sulla società quanto quello dell'impatto della società sulla scienza.
Né si poté circoscrivere la ricerca ai tempi a lui recenti. Questo sarebbe bastato, se per unico oggetto della ricerca fossero stati gli effetti delle trasformazioni materiali nel modo di vita prodotti dalla rivoluzione industriale e susseguitisi da allora ad un ritmo sempre più frenetico. Per determinare come il progresso della scienza avesse inciso su tutto il pensiero umano, fu indispensabile addentrarsi nelle grandi discussioni cosmologiche del Rinascimento, per poi risalire più indietro nel tempo, sino al mondo antico, senza la cui elaborazione teorica queste discussioni sarebbero state prive di senso.
Non restò dunque che tentare di tracciare un profilo storico della scienza dalle origini della società umana sino ad allora. Ciò implicava uno studio parallelo della storia sociale ed economica relazionandola con la componente della storia della scienza. Per questo motivo, uno scienziato impegnato ma non assuefatto alla tecnica dell'indagine storica sarebbe stato in pura presunzione nel tentare un'analisi seria e completa con una presentazione di tali aspetti della storia. C'è tuttavia qualche attenuante al fatto per chi allora si accingesse a compiere i primi passi in codesta direzione; cioè stimolato, pur sempre valutando le singole lacune ed i propri errori, a traguardi che persone maggiormente qualificate già avanzavano. Bernal, del resto, ebbe qualche vantaggio dalla posizione di scienziato che visse tanto da poter seguire e partecipare attivamente a certi movimenti scientifici anche nei periodi più critici della scienza e dell'evoluzione sociale.

## Pubblicazioni
- On the interpretation of X-ray, single crystal, rotation photographs (1926) Royal Society
- The World, the Flesh & the Devil: An Enquiry into the Future of the Three Enemies of the Rational Soul (1929) Jonathan Cape.
- Aspects of Dialectical Materialism (1934) with E. F. Carritt, Ralph Fox, Hyman Levy, John Macmurray, R. Page Arnot
- The Social Function of Science (1939) Faber & Faber
- Science and the Humanities (1946) pamphlet
- The Freedom of Necessity (1949)
- Science for Peace and Socialism (1949) assieme a Maurice C. Cornforth
- The Physical Basis of Life (1951)
- Marx and Science (1952) Marxism Today Series No. 9
- Science and Industry in the Nineteenth Century (1953) Routledge.
- Science in History (1954) four volumes in later editions, The Emergence of Science; The Scientific and Industrial Revolutions; The Natural Sciences in Our Time; The Social Sciences: Conclusions. Faber & Faber
- World without War (1958)
- Storia della scienza II edizione italiana: novembre 1965 Editori Riuniti titolo originale: Science in history C.A. Watts & Co., London, traduzione di S.B. Copyright by Editori Riuniti, (via dei Frentani 4e, Roma), (1956), copertina di Giuseppe Montanucci
- A Prospect of Peace (1960)
- Need There Be Need? (1960) pamphlet
- The Origin of Life (1967)
- Emergence of Science (1971)
- The Extension of Man. A History of Physics before 1900 (1972) M.I.T. Press also as A History of Classical Physics from Antiquity to the Quantum
- On History (1980) with Fernand Braudel
- Engels and Science, Labour Monthly pamphlet
- After Twenty-five Years
- Peace to the World, British Peace Committee pamphlet
- J D Bernal, The relation of microscopic structure to molecular structure, in Q. Rev. Biophys., vol. 1, n. 1, 1968 May,  pp. 81-7, DOI:10.1017/S0033583500000469, PMID 4885734.
- J D Bernal, The structure of water and its biological implications, in Symp. Soc. Exp. Biol., vol. 19, 1965,  pp. 17-32, PMID 5849048.
- J D Bernal, The use of Fourier transforms in protein crystal analysis, in Proc. R. Soc. Lond., B, Biol. Sci., vol. 141, n. 902, 11 marzo 1953,  pp. 71-85, DOI:10.1098/rspb.1953.0022, PMID 13047272.
- J D Bernal, Phase determination in the x-ray diffraction patterns of complex crystals and its application to protein structure, in Nature, vol. 169, n. 4311, 14 giugno 1952,  pp. 1007-8, DOI:10.1038/1691007a0, PMID 14947858.